# Something Wall-Mart This Way Comes
«Something Wall-Mart This Way Comes» (en España «Algo de Wall-Mart se Aproxima», y en Hispanoamérica «La llegada de Wall-Mart») es el noveno episodio de la octava temporada de la serie estadounidense de televisión animada South Park, y el episodio 120 de la serie en general. Fue estrenado en Comedy Central en Estados Unidos el 3 de noviembre de 2004. En el episodio, un Wall-Mart se construye en South Park, y la gente empieza a volverse adicto a las compras de ella. Los cuatro chicos tienen que luchar contra Wall-Mart y encontrar una manera de detenerlo.
Su título y el tema se inspiraron en la película de 1983 de Disney Something Wicked This Way Comes. Basada en la novela de 1962 de Ray Bradbury.

## Argumento
El episodio comienza con una apuesta entre Cartman y Kyle de cinco US$, en el que si es verdad que cuando las personas mueren, estas "cagan sus pantalones", cosa que a Kyle le parece una idea estúpida. Mientras tanto, un Wall-Mart abre en South Park (donde solía estar Stark's Pond) con bombos y platillos, y todos en el pueblo empiezan a comprar allí. Cartman está especialmente encantado porque puede comprar tres copias de Timecop por $ 18 en lugar de sólo una por $ 9.98, pero Kyle se pregunta por qué uno necesitaría tres copias de la misma película. La popularidad de Wall-Mart obliga a las empresas locales a cerrar, incluyendo Jim's Drugs, a pocos minutos de que Kyle llevara a los chicos a comprar a las tiendas locales, ya en ruinas y desiertas. Los residentes locales, incluyendo el padre de Stan, Randy, pronto empiezan a trabajar en Wall-Mart con un salario mínimo y un 10% de descuento empleado adicional en compras en la propia tienda.
South Park se convierte en una ciudad fantasma, y al ser consciente de ello la gente del pueblo decide que ya no quieren el Wall-Mart en South Park. Pero no son capaces de resistir cuando empiezan a perder las gangas (especialmente Randy, que siente el impulso de volver a la tienda en la cena del primer día después de la prohibición autoimpuesta cuando Stan rompe accidentalmente su vaso de leche), por lo que (en forma de una turba de vigilantes) le piden al gerente de Wall-Mart que cierre el lugar. Este, aterrorizado, les pide que se reúnan con él fuera del supermercado en cinco minutos. Nada más dejar la oficina, el director se lanza a través de la ventana de la esta en un aparente suicidio por ahorcamiento, y luego defeca con sus pantalones (de forma tan estruendosa que rompe los pantalones). Cartman se ríe y dice alegremente a Kyle que le debe $5.
La gente del pueblo incendia el edificio, pero al poco aparece reconstruido. Un hombre de la reconstrucción del Wall-Mart le dice a Kenny, Kyle y Stan que la orden de reconstrucción vino de la sede de Wall-Mart en Bentonville, Arkansas (que es fonéticamente mal escrito como Arkansaw). Los tres chicos viajan a Bentonville para detener a Wall-Mart acompañados por Cartman, a quien Wall-Mart dijo subliminalmente que los detuviese, aunque ninguno de los chicos confían en él (Kyle sabe a ciencia cierta que Cartman está en su contra). Luego llegan a Bentonville, a pesar de sabotaje de Cartman (quien pincha los neumáticos del autobús en el que viajaban), hablan con Harvey Brown, el actual presidente de Wall-Mart, que está arrepentido de todo el daño que hizo creando la empresa, ya que es uno de los fundadores. Los chicos le preguntan cómo pueden detenerlo, y él les dice que tienen que encontrar y destruir el "corazón" de Wall-Mart. Cuando los chicos se van, Brown se suicida disparándose en la cabeza y se caga en los pantalones. Cartman se ríe otra vez y le dice a Kyle que ahora le debe $ 10.
Los chicos tratan de volver a entrar en el Wall-Mart de South Park, pero Cartman se enfrenta a ellos. Niega que sabían que estaba en contra de ellos, pero Kyle se enoja y comienza a gritarle que él sabía que estaba contra ellos todo el tiempo, mientras que Cartman insiste en que lo desconocían. Kenny decide mantener distraído a Cartman golpeándolo, mientras Stan y Kyle entran en el Wall-Mart. En el departamento de televisores, los chicos se enfrentan a un hombre que dice que es Wall-Mart. Él dice que puede tomar "muchas formas" a pesar de que sólo se limita a ponerse trajes diferentes. Después de una conversación cargada de clichés filosóficos, dice a los niños que el corazón "está más allá de que la televisión de plasma". Los niños se acercan para encontrar el corazón, que es sólo un pequeño espejo. Los chicos aplastan el espejo para "destruir el corazón", el cual simbólicamente representa a los propios clientes. El edificio actual de Wall-Mart comienza a desmplomarse, mientras que el hombre dice que aún no se ha mostrado en su "verdadera forma". Sin embargo, no hace más que quitarse el bigote y dar saltos alrededor. Los chicos y todos los demás dentro de Wall-Mart escapan y se reúnen con el resto de la ciudad en el aparcamiento, y contemplan como el Wall-Mart desaparece sobre sí mismo en un destello cegador de luz (similar a la casa de Freeling en Poltergeist), tras lo cual, el edificio "se caga", Cartman vuelve a reír más fuerte y duro.
Todo el mundo aclama porque Kyle les dice a todos que todos estos lugares tienen una secuencia de autodestrucción si se rompe un espejo en la parte trasera. Chef le dice a un soldado que haga correr la voz a todos los pueblos sobre la manera de destruir estos lugares a través de telégrafo. Randy luego anuncia que el "corazón" del Wall-Mart eran sus deseos todo el tiempo. Ajeno al discurso de los niños, Randy explica cómo los residentes de South Park han permitido que el consumismo resulte perjudicial para un pueblo pequeño. Al darse cuenta de su error - aparentemente - la gente del pueblo vuelve a ir de compras a las tiendas locales, entre ellas Jim's Drugs, que se muestra como crece gradualmente hasta que alcanza el tamaño de un Wall-Mart al por mayor de moda y más tarde sufre el mismo destino que el Wall-Mart, incendiándose. Mientras ven como arde, la gente del pueblo prometen no volver a cometer los mismos errores y se dirigen inmediatamente al local de True Value (sin duda para repetir el mismo error).